# Gaertnereae
Gaertnereae, tribus broćevki s pet rodova i 119 vrsta u suptropskim i tropskim krajevima. Jedino je rod Gaertnera iz tropske Azije i Afrike, ostali su južnoamerički.

## Rodovi
1. Pagamea Aubl. (26 spp.)
2. Pagameopsis Steyerm. (2 spp.)
3. Aphanocarpus Steyerm. (1 sp.)
4. Coryphothamnus Steyerm. (1 sp.)
5. Gaertnera Lam. (89 spp.)